# Vera na Kosovu
Vera na Kosovu je ločena od države .  Po Ustavi [a] je Kosovo  sekularna država, nevtralna glede verskih prepričanj, v kateri so vsi enaki pred zakonom in v kateri je vsakomur zagotovljena svoboda prepričanja, vesti in vere.  

## Statistika
| Vera                                    | Prebovalcev          | %              |
| --------------------------------------- | -------------------- | -------------- |
| Islam (večina Suniti)                   | 1,663,412            | 97.4%          |
| Kristjani - Katoliki - pravoslavni      | 64,275 38,438 25,837 | 1.6% 1.4% 1%   |
| drugo (navedi)                          | 1,188                | 0.1%           |
| Vrezveren                               | 1,242                | 0.1%           |
| Ne navaja - Raje ne odgovorim - Odsoten | 9,708 7,213 2,495    | 0.6% 0.4% 0.1% |
| skupno                                  | 1,739,825            | 100%           |

Po poročilu Mednarodnega poročila o verski svobodi ameriškega zunanjega ministrstva za leto 2007 je bilo "zadnji verodostojni popis opravljen v osemdesetih letih prejšnjega stoletja", tako da  je bilo demografijo religij treba oceniti.  Poročilo je pokazalo, da je islam prevladujoča vera na Kosovu, ki jo „izpoveduje večina večinskega etničnega albanskega prebivalstva, bošnjaške, goranske in turške skupnosti ter nekatere od romskih / aškalijskih / egiptovskih skupnosti“. Približno 100.000–120.000 ljudi je bilo Srbov, in to večinoma srbskih pravoslavcev . Približno 3,4% etničnih Albancev je bilo katoličanov, medtem ko so protestanti predstavljali manjšino z manj kot 1%, obstajali sta le dve znani družini judovskega porekla, za  brezverne pa zanesljivih podatkov ni.  Prav tako je verjetno, da je na Kosovu nekaj pravoslavnih Albancev. Vendar pa se ob trenutni napetosti med Kosovarji in Srbi verjetno ne želijo identificirati kot vzhodni pravoslavci, saj bi jih zaradi njihovega vzhodno-pravoslavnega statusa lahko šteli za "Srbe". Zato v popisu niso zastopani. Poleg tega poročilo trdi, da religija „ni pomemben dejavnik v javnem življenju. Verska retorika je bila večinoma odsotna v javnem diskurzu v muslimanskih skupnostih, obisk mošej je bil nizek, javni prikazi konzervativne islamske obleke in kulture pa minimalni. " 
Po študiji Pew Research Center iz leta 2015 je na Kosovu leta 2010 bilo 93,8% muslimanov in 6,1% kristjanov; vse druge verske skupine in nepovezane skupine so štele manj kot 1%. 
Po podatkih evropske socialne raziskave leta 2012 je bilo na Kosovu 88,0% muslimanov, 5,8% katolikov, 2,9% vzhodnih pravoslavcev in 2,9% nereligioznih. 
Popis prebivalstva na Kosovu leta 2011 so kosovski Srbi (ki se večinoma opredeljujejo za srbsko pravoslavnost) v glavnem bojkotirali, zlasti na severnem Kosovu, zaradi česar je bilo srbsko prebivalstvo premalo zastopano.  Podatke popisa izpodbijajo tudi druge verske skupnosti, med drugimi tarikati in protestanti. Protestantski voditelji in prebivalci brez verske pripadnosti navajajo, da so nekatere člane njihovih skupnosti popisovalci napačno uvrstili med muslimane. 
Rezultati popisa 2011 so dali naslednje verske pripadnosti prebivalstva, vključenega v popis: 
Te številke ne predstavljajo posameznih sekt na Kosovu, kot sta sufizem ali bektašizem, ki jih včasih na splošno uvrščajo v kategorijo "islam". 
Srbsko prebivalstvo je večinoma srbsko pravoslavno in večinoma naseljeno na severnem Kosovu, čeprav je nekaj enklav tudi drugje. Katoliške skupnosti so večinoma skoncentrirane v Gjakova, Prizrenu, Klina in nekaj vasi v bližini Peja in Vitina (glej laramans ). Slovansko govoreči katoličani se običajno imenujejo Janjevci ali kosovski Hrvati. Slovansko govoreči muslimani na jugu Kosova so znani kot Gorani .

## Zgodovina

### Krščanstvo
Krščanstvo je na Kosovo verjetno prišlo v 5. stoletju, ko se je rimsko cesarstvo postopoma razdelilo na grški vzhod in latinsko zahod . Kosovo je pripadlo vzhodnemu delu, znanemu kot Bizantinsko cesarstvo, in tako sferi vzhodne pravoslavne cerkve s sedežem v Carigradu .  V visokem srednjem veku, ko je bizantinska vladavina na Kosovu v začetku 13. stoletja prešla v roke srbskega cesarstva, je bilo srbsko govoreče pravoslavno prebivalstvo v večini, obstajala pa je tudi katoliška manjšina, ki so jo sestavljali italijansko-dalmatinski trgovski sloj iz Dubrovnika, nemško govoreči priseljenci iz Madžarske in Transilvanije ter verjetno celotno avtohtono  albansko prebivalstvo . 

#### Srbsko pravoslavje
Prisotnost srbskih pravoslavnih škofov v Lipljanu in Prizrenu je bila prvič zabeležena v 10. stoletju.  Leta 1219 se je Srbska pravoslavna cerkev ločila od grške pravoslavne cerkve in grški škofje so bili pregnani s Kosova.  Stolnica srbske pravoslavne cerkve je bilo leta 1252 iz Žiče v današnji Srbiji preseljeno v Peč na današnjem Kosovu, ki e postala versko in kulturno središče srbskega pravoslavja. Leta 1346 je peški nadškof prevzel naziv patriarha . 

#### Katoličanstvo in kriptokatoličani
Kosovo je po bitki na Kosovu (1389) osvojilo Osmansko cesarstvo skupaj z ostalimi ostanki srbskega cesarstva. Čeprav Turki katoliškega in vzhodno pravoslavnega krščanskega prebivalstva niso silili, da se spreobrne v islam, je obstajal močan družbeni pritisk (na primer, da jim ne bi bilo treba plačevati džizije), pa tudi politični premislek da so  se za to odločili v veliko večjem številu (vključno s celotnim plemstvom) kot pa so se Srbi, Grki in drugi v regiji.  Številni katoliški Albanci so v 17. in 18. stoletju prešli v islam, kljub poskusom katoliške duhovščine, da jih ustavi. Med Concilium Albanicum, srečanjem albanskih škofov leta 1703, je bila razglašena stroga obsodba spreobrnitve - zlasti iz oportunističnih razlogov, kot je utaja džizije. Medtem ko so mnogi od teh spreobrnjencev v določeni meri ostali kripto-katoličani, ki so jim pogosto pomagali pragmatični nižji duhovni, je višja katoliška duhovščina odločila, da jim je zaradi krivoverstva treba zavrniti zakramente .  Prizadevanja, da bi se laramanska skupnost Letnice vrnila v katolištvo, so se začela leta 1837, vendar so bili napori grobo zatrti - lokalni osmanski guverner je laramane spravil v zapor.  Potem ko je Otomansko cesarstvo z Ediktom o strpnosti 1844 odpravilo smrtno kazen zaradi odpadništva od islama, je osmanski veliki vezir leta 1845 več skupin kripto-katoličanov v Prizrenu, Peči in Đakovici priznal za katolike. Ko pa so Laramani iz Letnice je prosili okrožnega guvernerja in sodnika v Gnjilanu, da jih prizna kot katolike, so jim prošnjo zavrnili, jih zaprti in natro odselili v Anatolijo,  od koder so se po posredovanju diplomatov novembra 1848 vrnili .  Leta 1856 je nadaljnja reforma Tanzimat izboljšala položaj in o nadaljnjih resnih zlorabah ni bilo poročil.  Večji del spreobrnitev Laramanov, skoraj izključno novorojenčkov, se je zgodilo med leti 1872 in 1924. 

### Islam
Po zmagi na Kosovem polju (1389) je Otomansko cesarstvo področju naložilo islamsko oblast. Spreobrniti se ni bilo obvezno, vendar je imelo za posledico  finančne, družbene in politične koristi. Do šestnajstega stoletja je bila prisostnost islama na Kosovu zanemarljiva in večinoma omejena na urbana središča. Hitrost spreobračanja v islam se je občutno povečala šele v drugi polovici šestnajstega stoletja, verjetno zato, ker so bili spreobrnjenci oproščeni cizje, davka, ki se zahteva samo od ne-muslimanov.  Do leta 1634 je večina kosovskih Albancev prešla v islam, čeprav je manjšina ostala katoliška.  Poleg etničnih Albancev in vladajočih Turkov, ki so se naselili na Kosovu, so Romi in del slovansko govorečega prebivalstva (pozneje imenovani Bošnjaki in / ali Goranci, da bi jih ločili od pravoslavnih Srbov) tudi prešli k islamu, daleč večina med njimi suniti, čeprav je na podeželju nastala  majhna manjšina šiitskih muslimanov. Ob koncu 17. stoletja je islamsko prebivalstvo štelo več vernikov kot krščansko. 